# 월간 건축문화
《월간 건축문화》(A&C Architecture Magazine)는 아키랩(Archi-Lab)이 대한민국에서 출판하는 건축 잡지이다. 매달, 국내외 건축분야의 트렌드 및 중요 화제를 다룬다.

## 소개
1981년 4월 2일에 대한민국에서 《월간 건축문화》가 창간되었다. 월간 건축문화는 상업성을 가진 본격적인 건축저널로 한국에서 가장 오래된 역사를 갖고 있는 건축전문지이다.
월간 건축문화는 전세계의 새로운 건축물 및 건축의 다양한 아이디어를 소개하며 전문가 및 학생들에게 국내외 건축분야의 트렌드 및 중요 이슈 등을 전달하고 있다.
또한, 건축과 관련된 다른 분야의 전문가 및 협업 작품들도 함께 취재하여 건축에서 발전한 새로운 분야로 그 시야를 넓힐 수 있는 계기를 마련하기 위해 노력하고 있다.